# Мелампод
Мелампод, Мела́мп, Мела́мпус (грец. Μελάμποδας) — син Амітаона й Ідоменеї, брат Біанта, чоловік Іфіанасси; віщун і лікар, міфічний засновник культу Діоніса та жрецького роду, до якого стародавні зараховували також Амфіарая.
Мелампод підібрав і вигодував двох зміїв, які під час сну лизали йому вуха, тому він розумів мову тварин і за їхньою допомогою міг віщувати. Вилікував від божевілля дочок тиринфського царя Прета, за що одержав третю частину його держави. В Егосфенах (Мегарида) був храм із статуєю Мелампода, щороку там улаштовували свято на його честь. Мелампода вважали автором книги для віщунів.